# Papamosques de les Comores
El papamosques de les Comores (Humblotia flavirostris) és una espècie d'ocell de la família dels muscicàpids (Muscicapidae). pròpia de l'Àfrica occidental i central. És endèmic de Grande Comore, l'illa principal de les Comores, on habita als boscos dels vessants del volcà Karthala. El seu estat de conservació es considera en perill d'extinció. És l'única espècie del gènere Humblotia. El nom del seu gènere commemora el naturalista francès Léon Humblot.